# CargoLifter
Cargolifter AG ("dvigovalec tovora") je bilo nemško podjetje, ki je predlagalo gradnjo super velikih zračnih ladij za transport težkih tovorov in tovorov velikih dimenzij. Zračne ladje CL160 bi imele prostornino okrog 550000 m3 in tovorno sposobnost 160 ton.Podjetje CL CargoLifter GmbH & Co. KG še vedno išče partnerje za razvoj projetka.
V bivši sovjetski letalski bazi na letališču Brand-Briesen so zgradili zelo velik hangar, ki je bil 360 metrov dolg, 220 metrov širok in 106 metrov visok. Po bankrotu podjetja CargoLifter so hangar preuredili v vodni park Tropical Islands Resort